# Jim Fanning
Pour les articles homonymes, voir Fanning (homonymie).
Williams James Fanning (né le 14 septembre 1927 à Chicago, Illinois, États-Unis et mort le 25 avril 2015 à London, Ontario, Canada) est un ancien joueur et manager des Ligues majeures de baseball. Il est le premier directeur général de l'histoire des Expos de Montréal, un poste qu'il occupe de 1968 à 1976.
Il est gérant des Expos de Montréal en 1981, 1982 et 1984. Il est en 1981 le seul gérant à avoir dirigé les Expos en séries éliminatoires. Ancien joueur, Fanning est  receveur pour les Cubs de Chicago de 1954 à 1957.

## Carrière

### Joueur
Jim Fanning a joué 64 parties avec les Cubs de Chicago, la majorité d'entre eux (47 matchs) en 1957. Sa moyenne au bâton en carrière est de ,170. Il a frappé 24 coups sûrs, dont deux doubles, et produit 5 points.

### Expos de Montréal
Dans les années 1960, il fait partie de l'organisation des Braves de Milwaukee et il suit John McHale dans l'aventure que représente la nouvelle équipe d'expansion de la Ligue nationale de baseball, les Expos de Montréal. Fanning est nommé directeur général de la nouvelle franchise. On lui doit notamment l'échange qui amena à Montréal Rusty Staub, première vedette de l'équipe. Fanning occupa ces fonctions durant huit ans, jusqu'en 1976, puis se concentre sur le recrutement pendant quelques années.
En 1981, le directeur général McHale surprend en congédiant le gérant Dick Williams alors que les Expos sont en pleine course au championnat. Il remplace Williams par Fanning, qui n'a pourtant aucune expérience à la barre d'une équipe des majeures. Les Expos remportent 16 de leurs 27 dernières parties et enlèvent le championnat de la division Est. Après avoir éliminé les Phillies de Philadelphie en Série de division, ils poussent la Série de championnat jusqu'à sa limite, mais perdent en 5 parties contre les Dodgers de Los Angeles.
En 1982, malgré une fiche gagnante de 86-76, l'équipe montréalaise ne peut faire mieux qu'une troisième place dans l'Est, six parties derrière les Cardinals de Saint-Louis. Fanning retourne à un poste administratif et cède sa place de manager à Bill Virdon.
Après une autre saison en 3e place, les Expos en arrachent en 1984 sous les ordres de Virdon. L'équipe présente un rendement de 64-67 lorsque Jim Fanning revient comme manager. L'équipe perdra 16 de ses 30 dernières parties et terminera en 5e place. Buck Rodgers sera aux commandes de l'équipe à partir du printemps suivant.
La fiche en carrière de Jim Fanning comme manager est de 116-103, pour un pourcentage de victoires de ,530. En séries éliminatoires, les Expos ont présenté sous sa gouverne une fiche de 5-5.

## Honneurs
Il a été élu en 2000 au Temple de la renommée du baseball canadien.

## Vie personnelle
Né aux États-Unis, Fanning devient citoyen canadien en février 2012. Il vit ses dernières années à London en Ontario.